# 馬格里布猶太人
馬格里布猶太人是指中世紀時分布在非洲馬格里布地區的猶太人。早在西班牙和葡萄牙的猶太人到來之前就已經有猶太社區存在於北非，最古老的猶太社區在羅馬時期出現，可能早在古代迦太基時期已存在，從13世紀到16世紀馬格里布猶太人大多與新近被驅逐的塞法迪猶太人混合，最終被大多數的塞法迪猶太人所接受。
混合的馬格里布-塞法派猶太社區在20世紀中葉崩潰，他們大多從新獨立的北非阿拉伯國家移民以色列和法國，並融入以色列猶太人和法國猶太人社區。

## 歷史
北非的一些猶太定居點可追溯到羅馬時代前期。猶太人在公元70年的第一次猶太戰爭失敗後，羅馬將軍提圖斯將許多猶太人驅逐到毛里塔尼亞，這大致相當於現代馬格里布，許多人在現在的突尼斯定居。 這些定居者從事農業，養牛和貿易。他們被分成許多氏族或部落，由他們各自的領袖統治。並且必須支付羅馬人謝克爾的人頭稅。
在公元429年之後，隨著相當寬容的汪達爾人到來，北非省的猶太居民增加並繁榮到這樣的程度，非洲教會會議決定頒布針對他們的限制性法律。
在羅馬時期，一個猶太人社區定居在突尼斯東南部海岸的傑爾巴島上，主要由祭司組成，他們特別用直接從耶路撒冷來的石頭建造了Ghriba猶太教堂，今天每年仍有許多北非猶太人訪問。
在穆斯林統治下，猶太社區在重要的城市中心，如凱魯萬和突尼斯及阿爾及利亞的沿海城市蓬勃發展，馬格里布的穆斯林和猶太人之間的關係是相當好的，這要感謝安達盧斯的和平時代，直到實行反猶太主義的穆瓦希德王朝到來。後來馬格里布猶太人受到马林王朝等柏柏爾王朝相對較好的對待。
在7世紀時，北非的猶太社區又增加了來自伊比里亞半島的猶太人，他們逃離了西哥特國王西塞布特和他的繼承者的迫害而逃到馬格里布，塞法迪猶太人大批來到北非是在1391年至1492年之間，因西葡兩國的逼害和西班牙明令驅逐。
非斯和阿爾及爾分別在摩洛哥和阿爾及利亞成為重要的塞法迪猶太人拉比的中心，直到20世紀初，大多數當地的猶太人現在於以色列，法國，加拿大和拉丁美洲定居。